# 探偵小説四十年
『探偵小説四十年』（たんていしょうせつよんじゅうねん）は、江戸川乱歩による、探偵小説作家としての自伝作品である。10年以上にわたり連載され、連載期間、ページ数ともに、乱歩最大の作品である。
連載中の1954年（昭和29年）11月に、『探偵小説三十年』として岩谷書店から出版された（著者還暦記念）。また、完結後の1961年（昭和36年）7月に、『探偵小説四十年』として桃源社から出版された（菊判三段組562ページ、定価1300円、初版は限定）。現在では、光文社より、江戸川乱歩全集第28、29巻『探偵小説四十年（上）』、『探偵小説四十年（下）』として刊行されている。

## 執筆時期

### 連載
- 『新青年』での連載 - 『探偵小説思ひ出話』（森下雨村）の後を、昭和24年10月号から昭和25年7月号（この号で廃刊）まで連載。連載時のタイトルは『探偵小説三十年』。
- 『宝石』での連載 - 『幻影城通信』の後を、昭和26年3月号から昭和35年6月号まで連載。連載時のタイトルは『探偵小説三十年』、昭和31年4月号からは『探偵小説三十五年』。

### 休載
- 1956年（昭和31年）1月 - 3月（『貼雑年譜』（後述）の資料整理のため）

## 光文社文庫版目次
- 自序
- 処女作発表まで
- 余技時代（大正十二・三年度）
- 探偵作家専業となる（大正十四年度）
- 東京に転宅（大正十五（昭和元年）度）
- 放浪の年（昭和二年度）
- 「陰獣」を書く（昭和三年度）
- 生きるとは妥協すること（昭和四年度）
- 虚名大いにあがる（昭和五年度）
- 最初の江戸川乱歩全集（昭和六年度）
- 二回目の休筆宣言（昭和七年度）
- 精神分析研究会（昭和八年度）
- 小栗、木々の登場（昭和九・十年度）
- 甲賀・木々論争（昭和十一・十二年度）
- 隠栖を決意す（昭和十三・四・五年度）
- 末端の協力（昭和十六・十七年度）
- 愈々協力に励む（昭和十八・九年度）
- 戦災記（昭和二十年度）
- 探偵小説復活の昂奮（昭和二十一年度）
- 探偵作家クラブ結成（昭和二十二年度）
- 探偵小説第三の山（昭和二十三・四年度）
- 「幻影城」出版と文士劇（昭和二十五・二十六・二十七年度）
- 涙香祭と還暦祝い（昭和二十八・二十九年度）
- 小説を書いた一年（昭和三十年度）
- 英訳短編集の出版（昭和三十一年度）
- 追記（昭和三十二年度）

### 付録
- 作品と著者 - 年度別に執筆作品（小説・随筆・評論）と著書、講演、放送（ラジオ/テレビ）、映画などをまとめたもの
- 江戸川乱歩既刊随筆評論集目録
- 写真人名索引
- 人名索引

## 「探偵小説40年」出版記念会
日時 1961年（昭和36年）7月1日
場所 日活國際會館シルヴァールーム
発起人のうち主な人物
- 宇野浩二
- 大下宇陀児
- 城昌幸
- 徳川夢声
- 野村胡堂
- 松本清張
- 山田風太郎
- 横溝正史
- 渡辺啓助

など豪華な面々だった。

## 貼雑年譜（はりまぜねんぷ）
乱歩が自らに関する資料（新聞記事、雑誌の切り抜きなど）を集め、コメント等を付したスクラップブック。全9巻。1、2冊目が戦前で、3冊目が戦中、それ以降が戦後である。戦前のものは、戦争中の暇な時間を活用して作られたもので、丁寧なコメントが書き添えられている。3冊目以降は、『探偵小説四十年』の執筆に併せて作られたもの。なお、この時『探偵小説三十年』は一時休載し、整理後、『探偵小説三十五年』として執筆が再開された。
戦前分の第1・2巻は、次の形で公刊されたことがある。
- 『貼雑年譜 『江戸川乱歩推理文庫』特別補巻』（講談社、1989年7月） ISBN 4-06-195266-8 - 抄録。
- 『貼雑年譜 完全復刻版』上・下（東京創元社、2001年3月） ISBN 4-488-02366-5 - 限定200部。